# Martha Vogeler

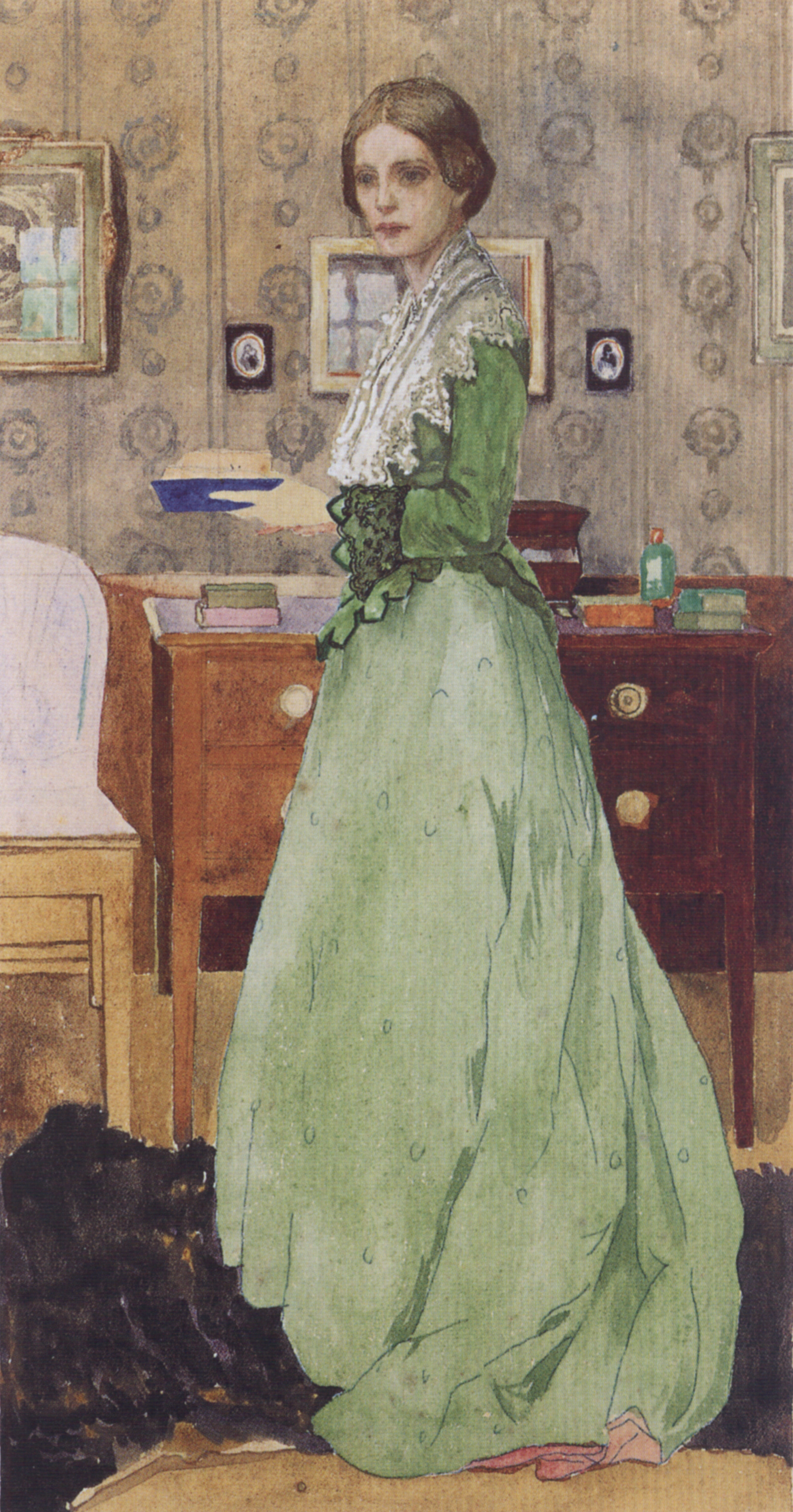
Martha Vogeler geschilderd door haar man Heinrich Vogeler, 1901

Martha Vogeler (Worpswede, 9 oktober 1879 - aldaar, 30 mei 1961) was een Duits wandtapijtweefster. Ook ontwierp zij meubelen, en zij schilderde een klein aantal bloemstillevens. Zij was van 1901 tot 1920 getrouwd met de schilder Heinrich Vogeler, die haar vaak schilderde. Zij stichtte in Worpswede een museum en weefatelier.

## Biografie
Martha was de jongste dochter van de dorpsonderwijzer Dietrich Schröder uit Worpswede. Haar vader stierf al in 1885, en Martha's verdere jeugd verliep in betrekkelijke armoede. Al in 1894, toen Martha een meisje van 14 was, ontmoette ze haar latere echtgenoot Heinrich Vogeler. Ze heeft vaak voor hem geposeerd, en staat op diverse van Vogelers beste schilderijen afgebeeld. In 1901 trouwden ze en gingen in Vogelers Barkenhoff wonen, het culturele middelpunt van Worpswede. Intussen had Martha diverse lessen en cursussen op het gebied van de teken- en naaldkunst gevolgd. In de deels met traditionele, deels met door Martha rond 1910 zelf ontworpen rieten meubels, en deels met door Heinrich Vogeler ontworpen meubels ingerichte Barkenhoff was zij als gastvrouw mede middelpunt van talrijke feesten, concerten en andere culturele bijeenkomsten. Daarbij was iedereen, die tot de kringen van de kunstenaarskolonie Worpswede behoorde, aanwezig.
Tot de aanwezigen hebben o.a. behoord: het echtpaar Vogeler zelf, de dichter Rainer Maria Rilke, diens vrouw, de beeldhouwster Clara Rilke-Westhoff, Otto Modersohn, Paula Modersohn-Becker, Paula's zuster Milly en Vogelers broer en schoonzuster Franz en Philine, en Carl Hauptmann.
Toen Heinrich en diverse van zijn vrienden het communisme waren gaan aanhangen, en Heinrich ook politiek zeer actief werd, en in de Barkenhoff een commune vestigde, liep het huwelijk stuk. In 1920 volgde de scheiding, die overigens pas in 1926 officieel werd.

## Worpswede
Martha Vogeler liet daarna (met financiële steun van enige welgestelde vrienden en kennissen) een drassig stuk land herscheppen in het Haus im Schluh, een fraai geheel van een oude, in een naburig dorp gedemonteerde en in Worpswede weer opgebouwde vakwerkboerderij en twee andere huizen. Hier ging zij wonen met haar drie dochters Marie Luise „Mieke“ (1901-1945), die later trouwde met de communistische schrijver Gustav Regler en met hem naar Berlijn verhuisde, Bettina (1903–2001) en Martha „Mascha“ (1905–1993). Bettina en Martha bleven in Worpswede wonen. Een belangrijk deel van de inventaris van de Barkenhoff nam zij mee. Ook bezoekers, die Heinrich Vogelers werk wilden bewonderen, waren in de tentoonstellingsruimtes van het Haus im Schluh (die nog steeds bestaan), en in de bijbehorende vakantiewoningen welkom. Zij richtte er ook een klein boerderijmuseum met pension, en in 1938 een weefatelier in, waar zij zelf o.a. wandtapijten ging maken. Ook schilderde zij enige stillevens van bloemen en cactussen.

## Nazi-tijd
In 1937 werd Martha Vogeler lid van Adolf Hitlers NSDAP. Zij kan daar drie redenen voor gehad hebben. In de eerste plaats was de kans groter, dat het werk van haar ex-man ongemoeid gelaten zou worden, wanneer zij zich openlijk voor het nationaalsocialisme zou uitspreken. Ten tweede kon Martha als lid van de nazi-partij lucratieve opdrachten voor haar tapijtweverij binnenhalen. Zo maakte ze in 1941 een groot, met hakenkruisen versierd wandtapijt in opdracht van de Wehrmacht. En wellicht zal zij ook uit eigen overtuiging (om een „artgemäße Volkstracht“ te creëren) hebben meegedaan.
Of zij ook geschenken voor medaillewinnaars van de Olympische Spelen van 1936 te Berlijn heeft gemaakt, zoals de lokale pers indertijd meldde, staat niet vast.
Wel is duidelijk, dat de nazi's Martha Vogelers typisch Duitse huis en haar handweverij trachtten te gebruiken voor hun Blut und Boden-ideologie.
Toch kreeg Martha in april 1943 problemen met de Gestapo, en werd zij, nadat al in 1942 door een rechtbank twijfels aan haar trouw aan het nazisme waren geuit, uit de NSDAP gezet. De reden was, dat zij een aantal tekeningen e.d. van haar ex-man Heinrich had bewaard, waar stempels van de Deutsche Rote Hilfe op stonden. Die communistische hulporganisatie was mede door Heinrich in 1920 opgericht en was in de Barkenhoff gevestigd geweest.

## Laatste levensjaren
Na het einde van de Tweede Wereldoorlog huisvestte Martha talrijke vluchtelingen in het Haus im Schluh. Ook bood zij onderdak aan Hans-Herman Rief, een kunsthistoricus, die alle herinneringen aan en werken van Heinrich Vogeler systematisch archiveerde; dit archief werd in 1981 aan de Barkenhoff-Stiftung overgedragen.
De weverij en het pension werden na Martha's dood in 1961 door haar dochters voortgezet. Nog altijd is het Haus im Schluh in familiebezit. Ook de weverij is nog altijd in gebruik.